# 小明の女人ファイル
小明の女人ファイル（あかりのにょにんふぁいる）は、BUBKA（コアマガジン）の「奥のコラムのけもの道」のひとつとして、2006年5月号から2012年5月号まで連載された小明（あかり）のコラムである。サブタイトルに「女子マニアなアイドルがあなたに贈る」とあり、毎回特定の女性（女優、アイドルなど）や出演作品等を取り上げて、それにまつわる話と自らの経験を絡めた内容をつづっている。

## 各回タイトル
| 掲載号       | タイトル                                            | テーマ （人物、作品） |
| ------------ | --------------------------------------------------- | --- |
| 2006年5月号  | 第1回 緑魔子                                        | 緑魔子、映画「盲獣」（1969年、増村保造監督）                                                                             |
| 2006年6月号  | 第2回 小沢まゆ                                      | 小沢まゆ、映画「少女〜an adolescent」（2001年、奥田瑛二監督）                                                            |
| 2006年7月号  | 第3回 洞口依子                                      | 洞口依子、映画「ドレミファ娘の血は騒ぐ」（1985年、黒沢清監督）                                                           |
| 2006年8月号  | 第4回 アンナ・カリーナ                              | アンナ・カリーナ、映画「女と男のいる舗道」（1962年、ジャン＝リュック・ゴダール監督）                                     |
| 2006年9月号  | 第5回 台風クラブ                                    | 映画「台風クラブ」（1985年、相米慎二監督）                                                                               |
| 2006年10月号 | 第6回 ハード・キャンディ                            | エリオット・ペイジ、映画「ハードキャンディ」（2006年、デヴィッド・スレイド監督）                                         |
| 2006年11月号 | 第7回 阿部定で英才教育                              | 映画「愛のコリーダ」（1976年、大島渚監督）                                                                               |
| 2006年12月号 | 第8回 みんな大好き、森田童子                        | 森田童子 |
| 2007年1月号  | 第9回 ピンクの乳首はどこに                          | ビビアン・スー |
| 2007年2月号  | 第10回 いとしのオシリーナ                           | 秋山莉奈 |
| 2007年3月号  | 第11回 女性エアセックスチャンピオン                 | 華美月 |
| 2007年4月号  | 第12回 彼女のなら食える！                           | 久保亜沙香 |
| 2007年5月号  | 第13回 友達のアイドルちゃん                         | 喜屋武ちあき |
| 2007年6月号  | 第14回 この人が実写版？                             | 谷亮子 |
| 2007年7月号  | 第15回 はきゅーんショック                           | きこうでんみさ |
| 2007年8月号  | 第16回 かつての同志がガンダーラに！                 | 高杉さと美 |
| 2007年9月号  | 第17回 かぶってる？                                 | 長谷真理香 |
| 2007年10月号 | 第18回 浮きまくりな彼女                             | 浦えりか |
| 2007年11月号 | 第19回 リア・ディゾン椅子とりゲーム                 | ローラ・チャン |
| 2007年12月号 | 第20回 沢尻会会員、エリカ様を語る                   | 沢尻エリカ |
| 2008年1月号  | 第21回 完璧すぎる森下悠里                           | 森下悠里 |
| 2008年2月号  | 第22回 がんばれ、尾崎ナナちゃん！                   | 尾崎ナナ |
| 2008年3月号  | 第23回 彼女に飼われたい                             | 小雪 |
| 2008年4月号  | 第24回 フッサフッサな美女                           | タン・ウェイ、映画「ラスト、コーション」（2007年、アン・リー監督）                                                       |
| 2008年5月号  | 第25回 自由すぎるアート・ギャル                     | エリィ（Chim↑Pom） |
| 2008年6月号  | 第26回 黒沢さんに共感                               | 黒沢かずこ |
| 2008年7月号  | 第27回 健気な女聖闘士                               | 蛇遣い星座のシャイナ （アニメ「聖闘士星矢」）                                                                            |
| 2008年8月号  | 第28回 ゼクシィで絶望                               | 森絵梨佳、雑誌「ゼクシィ」TVCM（2008年）                                                                                 |
| 2008年9月号  | 第29回 牢屋帰りアイドルユニット                     | 80 pan |
| 2008年10月号 | 第30回 応援してます！？                             | 吉高由里子、映画「蛇にピアス」（2008年、蜷川幸雄監督）                                                                   |
| 2008年11月号 | 第31回 松雪泰子に激似です                           | 松雪泰子 |
| 2008年12月号 | 第32回 黒船ダイレクト・アタック                     | リア・ディゾン |
| 2009年1月後  | 第33回 23歳 自称アイドル                            | 映画「ノン子36歳（家事手伝い）」（2008年、熊切和嘉監督）                                                                 |
| 2009年2月号  | 第34回 運命のイメージDVD                            | サヘル・ローズ |
| 2009年3月号  | 第35回 チャン・ツィイーの乳首                       | チャン・ツィイー |
| 2009年4月号  | 第36回 姉と私                                       | |
| 2009年5月号  | 第37回 虐げられる福田沙紀                           | 福田沙紀、映画「ヤッターマン」（2009年、三池崇史監督）                                                                   |
| 2009年6月号  | 第38回 “消えたワキドル”矢吹シャルロッテ             | 矢吹シャルロッテ |
| 2009年7月号  | 第39回 綾瀬はるかのおっぱい                         | 映画「おっぱいバレー」（2009年、羽住英一郎監督）                                                                         |
| 2009年8月号  | 第40回 来栖あつこに何が起きたのか？                 | 来栖あつこ |
| 2009年9月号  | 第41回 「ミスBUBKA」こと辛酸なめ子先生              | 辛酸なめ子 |
| 2009年10月号 | 第42回 ガチな人、鳥居みゆきさん                     | 鳥居みゆき、小説「夜にはずっと深い夜を」                                                                                 |
| 2009年11月号 | 第43回 ライター転身！？の仲村みうちゃんへ           | 仲村みう |
| 2009年12月号 | 第44回 限りなく理想に近い女                         | 映画「ラブドール 抱きしめたい！」（2009年、村上賢司監督）                                                                |
| 2010年1月号  | 第45回 宍戸留美のパーティに、あの壊し屋芸人が       | ハウス加賀谷 |
| 2010年2月号  | 第46回 可愛すぎる声優・片岡あづさ                   | 片岡あづさ |
| 2010年3月号  | 第47回 満島ひかり＆安藤サクラの“むきだし”感         | 満島ひかり、安藤サクラ、映画「愛のむきだし」（2009年、園子温監督）                                                       |
| 2010年4月号  | 第48回 小阪由佳、伝説のライブに潜入                 | 小阪由佳 |
| 2010年5月号  | 第49回 地下アイドルへの道                           | 地下アイドル |
| 2010年6月号  | 第50回 オシリーナのカフェに行ってみた               | 秋山莉奈 |
| 2010年7月号  | 第51回 あの後援会長と『ももクロ』ライブへ           | ももいろクローバー |
| 2010年8月号  | 第52回 アヒルの子                                   | 映画「アヒルの子」（2010年、小野さやか監督）                                                                             |
| 2010年9月号  | 第53回 喘ぎ上手な小向美奈子                         | 小向美奈子、映画「花と蛇3」（2010年、成田裕介監督）                                                                      |
| 2010年10月号 | 第54回 サイタマノラッパー観たＹＯ！                 | 映画「SR サイタマノラッパー」（2009年、入江悠監督）                                                                      |
| 2010年11月号 | 第55回 トップアイドル・真野ちゃんと夢の共演         | 真野恵里菜、映画「怪談新耳袋 怪奇」（2010年、篠崎誠監督）                                                                |
| 2010年12月号 | 第56回 中野腐女シスターズのメンバー候補に！？       | 中野腐女シスターズ |
| 2011年1月号  | 第57回 佐藤寛子は“電波系”ライバル！？               | 佐藤寛子、映画「ヌードの夜/愛は惜しみなく奪う」（2010年、石井隆監督）                                                    |
| 2011年2月号  | 第58回 『キャンナイ』が憎い                         | 吉木りさ |
| 2011年3月号  | 第59回 女人ファイル改め『ジャニーズ』ファイル！？   | 赤西仁 |
| 2011年4月号  | 第60回 『死ぬ死ぬ少女』と『死ね死ね少女』           | 映画「平成ジレンマ」（2011年、斎藤潤一監督）                                                                             |
| 2011年5月号  | 第61回 もう一人の“あかりん”へ                       | 早見あかり |
| 2011年6月号  | 第62回 ももクロ作曲家・前山田さんとの思い出         | 前山田健一 |
| 2011年7月号  | 第63回 卑屈なしょこたん                             | 中川翔子 |
| 2011年8月号  | 第64回 元オールナイターズの社長                     | |
| 2011年9月号  | 第65回 バービー・スーがエロすぎる！！               | バービー・スー、映画「レイン・オブ・アサシン」（2010年、スー・チャオピン、ジョン・ウー監督）                             |
| 2011年10月号 | 第66回 『エンディングノート』と、父の命日           | 映画「エンディングノート」（2011年、砂田麻美監督）                                                                       |
| 2011年11月号 | 第67回 きゃんちが真剣交際？嘘だと言って！           | 喜屋武ちあき |
| 2011年12月号 | 第68回 ゾンビ映画で℃-uteな2人と初共演               | ℃-ute、映画「ゾンビデオ」（2011年、村上賢司監督）                                                                        |
| 2012年1月号  | 第69回 地球防衛ガールズに遭遇！！ だがしかし…       | 映画「地球防衛ガールズP9」（2011年、河崎実監督）                                                                         |
| 2012年2月号  | 第70回 心のライバル・仲村みう（呼び捨て）が引退！？ | 仲村みう |
| 2012年3月号  | 第71回 ゾンビ少女が妬ましい…！！                    | 映画「ゾンビアス」（2012年、井口昇監督）                                                                                 |
| 2012年4月号  | 第72回 出演映画で“キャリー”超え                     | 小明、映画「HELLDRIVER」（2011年、西村喜廣監督）DVD特典スピンオフショートムービー「脱出!〜Bailout!〜」（高橋ヨシキ監督） |
| 2012年5月号  | 最終回 私の服がダサいって？ そんなバカな！          | 小明、テレビドラマ「撮らないで下さい!!グラビアアイドル裏物語」（2012年、テレビ東京製作）                                 |